# Paulina Poczęta
Zawartość tej strony może naruszać prawa autorskie.
Tekst źródłowy prawdopodobnie pochodzi z:
Patrz raport 
1. Nie usuwaj tego szablonu. Zostanie on usunięty, jeżeli prawa autorskie tego artykułu zostaną wyjaśnione.
2. Jeżeli potrafisz, napisz artykuł tak, aby nie naruszał praw autorskich.
3. Jeżeli masz prawa autorskie do tej treści lub masz zgodę na publikację zgodną z naszą licencją, prosimy, napisz o tym na stronie dyskusji tego artykułu i na stronie Wikipedia:Lista NPA oraz zastosuj procedurę zamieszczania haseł wcześniej opublikowanych.
4. Artykuł zostanie usunięty, jeżeli status praw autorskich do zawartych w nim treści nie zostanie wyjaśniony.

Powielanie materiałów chronionych prawami autorskimi – bez zezwolenia właściciela tych praw – jest pogwałceniem obowiązującego prawa, jest też sprzeczne z ustaleniami Wikipedii. Osobom, które regularnie wstawiają takie materiały, może zostać odebrane uprawnienie edytowania Wikipedii.
Paulina Poczęta (ur. 1980 w Zawierciu) – artystka wizualna, nauczycielka akademicka, wykładowczyni Wydziału Artystycznego Uniwersytetu Śląskiego. 

## Życiorys
Dorastała we wsi Chruszczobród, wychowana głównie przez babcię Helenę, która nauczyła ją szyć. Tam rozpoczęła swoje działania artystyczne, lepiąc figury z okolicznej gliny. Aktualnie mieszka i tworzy w Bielsku-Białej.  
W latach 1995–2000 uczyła się w Państwowym Liceum Sztuk Plastycznych im. T. Kantora w Dąbrowie Górniczej, gdzie uzyskała tytuł plastyczki – w zakresie specjalności wystawiennictwa. W latach 2000–2005 studiowała w Instytucie Wychowania Plastycznego Filii Uniwersytetu Śląskiego w Cieszynie na kierunku Edukacja Artystyczna w Zakresie Sztuk Plastycznych. Jej dyplom magisterski pt. Pokrowce szyte z pamięci zrealizowany w 2005 roku znalazł się w 2. edycji konkursu „Najlepszy dyplom – grafika" Stowarzyszenia Międzynarodowego Triennale Grafiki w Krakowie. W 2013 roku otrzymała tytuł doktora sztuki w dziedzinie sztuk plastycznych na podstawie pracy Autoportrety. Ja podejrzane. W 2020 r. otrzymała habilitację w dziedzinie sztuk plastycznych, dyscyplinie sztuk pięknych.  
Od 2007 roku jest zatrudniona na macierzystej uczelni, gdzie prowadzi zajęcia z rysunku oraz autorską Pracownię Działań Unikatowych.  
Zajmuje się tworzeniem obiektów, rysunkiem, grafiką i malarstwem. Swoją twórczość prezentowała na ponad 20 wystawach indywidualnych i ok. 100 wystawach zbiorowych w kraju i za granicą. W 2010 roku artystka znalazła się w rankingu Kompas Młodej Sztuki. 

Moja codzienna praktyka twórcza to gimnastykowanie się z codziennością; odszukiwanie, fotografowanie, zestawianie i przetwarzanie istniejących „realiów" w projekcje własnych wizualnych sentymentów, odkrywających mikrosensy i bezsensy otoczenia oraz mnie samej.
Uprawiam zbieractwo artystyczne, kolekcjonuję schodzone skarpety, zapisuję strzępy zdań, rysuję – uwznioślając farsę, maluję – zwłaszcza siebie. Bawię się w wizualne piekło/niebo, starając się być uważną na tę całą niezauważaną niepotrzebność.
Jestem dziwną kolekcjonerką zdarzeń i emocji.

{{Cytat}} Gołe linki: "źródło".

## Wybrane wystawy indywidualne
- 2020 – Manifest niemocy, Galeria Bielska BWA, Bielsko-Biała[11]
- 2018 – Drobne ranki, piękne zmierzchy, Galeria Bielska BWA, Bielsko-Biała[12][13]
- 2014 – Wiara w złudzenie, Galeria Promocji Młodych, Bałucki Ośrodek Kultury, Łódź[14]
- 2013 – Ja podejrzane, Galeria 36,6, Instytut Sztuki w Cieszynie, Festiwal Kręgi Sztuki[15]
- 2012 – Oczy niebieskie życie królewskie, Centrum Promocji Młodych, Muzeum Częstochowskie, Częstochowa[16]
- 2011 – Autoportretowanie, wraz z Katarzyną Gerlaczyńską, Galeria Sztuki Współczesnej, Regionalne Centrum Kultury, Kołobrzeg[17]
  - Patrzą na Ciebie Oczy Świętej, Baszta Czarownic, Bałtycka Galeria Sztuki Współczesnej, Słupsk[18]
- 2010 – Ja jak to, EXPE Galeria Eksperymentalna, ZPAP, Bielsko Biała oraz Ja jak to, Galeria Na Starówce, Żory[19]
- 2008 – Zasłona firana, Galeria 36.6, UŚ, Cieszyn[20]
- 2007 – Kobiety, wraz z Joanną Wowrzeczką, Galeria Odeon, Czeladź[21]
- 2006 – Ja + Wy = Ono & Pokrowce szyte z pamięci, Galeria StrefArt, Tychy
- 2005 – Pokrowce szyte z pamięci, Galeria Engram, Górnośląskie Centrum Kultury, Katowice oraz Galeria Szara, Cieszyn[22]
- 2003 – Ja szyję, Prezentacje 01, Galeria Szara, Cieszyn[3]

## Wybrane wystawy zbiorowe
- 2015 – Krzątaczki, Galeria Domu Norymberskiego, Kraków[23]
- 2014 – Muzeum jednodniowe, program towarzyszący wystawie - Pamięć. Rejestry i terytoria, Międzynarodowe Centrum Kultury, Kraków[24]
- 2013 – XVII Biennale Plakatu Fotograficznego, Książnica Płocka, Płock[25]
  - II Spotkania Sztuki Niezależnej, Galeria nad Wisłą, Toruń[26]
  - II Piotrkowskie Biennale Sztuki. Koniec człowieka?, Ośrodek Działań Artystycznych w Piotrkowie Trybunalskim[27]
- 2012 – V Międzynarodowy Konkurs Rysunku. Wrocław 2012, Muzeum Architektury, ASP im. E.Gepperta, Wrocław[28]
  - Cieszyn, kocham Cię z daleka, Galeria Szara, Cieszyn
  - Osten Biennial of drawing. Skopje 2012, 40.World Gallery of Drawing, Skopje, Macedonia
  - Sztuka kobiet – kobiety w sztuce. Artystki na Śląsku 1880-2000, Muzeum Śląskie, Katowice[29]
  - Hasior – reinkarnacje, Przestrzeń kamienicy przy ul. Krupówki 49, Zakopane, Strefa A, Teatr Witkacego, Zakopane[30]
- 2011 – 40 Biennale Malarstwa Bielska Jesień 2011, Galeria Bielska BWA, Bielsko-Biała[31]
  - The Best Works of The Biennial of Drawing Pilsen 2010, Gallery of Slovak Union of Visual Arts, Bratysława, Słowacja
  - ARTeria – pierwszy strzał”, przestrzeń miasta Częstochowy[32]
  - Guanlan International Print Biennial, Guanlan Original Printmaking Base, Shenzhen, Chiny
  - Efekt pasażu, Muzeum Górnośląskie w Bytomiu[33]
  - Efekt pasażu, Otwarta Pracownia, Kraków[34]
- 2010 – 8. Triennale Małych Form Malarskich, Galeria Sztuki WOZOWNIA, Toruń
  - Przeciąg – II Festiwal Sztuki Młodych w Szczecinie, Galeria Południowa Zamku Książąt Pomorskich, Szczecin[35]
- 2009 – Mortal Plush – I am not your toy, Art Wino Gallery, National Harbor, Art Whino Gallery, USA
- 2008 – Tarnowskie Klimaty. Pan Cogito – Nowe wizualizacje, BWA, Tarnów

## Prace w zbiorach
- Galeria Bielska BWA[36][37]

## Nagrody
- 2016 – I Nagroda 29. Ogólnopolskiej Wystawy Twórczości Pedagogów Plastyki[38]
- 2016 – Nagroda specjalna BWA w XVIII Otwartym Międzynarodowym Konkursie na Rysunek Satyryczny – Zielona Góra[39]
- 2014 – II Nagroda 8. Międzynarodowego Biennale Miniatury w Częstochowie[40][41]
- 2011 – Dyplom Honorowy PTF i Nagrodę Prezydenta Miasta Płocka w XVI Biennale Plakatu Fotograficznego[42]
- 2010 – Award for National Collection for Poland podczas 38th World Gallery of Art on Paper w Skopje[43]